# Daniel Rey
Daniel Rey (nascido Daniel Rabinowitz) é um produtor musical e compositor nova-iorquino, mais conhecido pelo seu trabalho com a banda de punk rock Ramones.
Rey foi também guitarrista para a banda Wild Kingdom, que foi formada no ano de 1986 com os membros da banda The Dictators.
Atualmente, Daniel Rey toca com uma banda chamada The Martinets.

## Álbuns produzidos
- Ramones - Halfway To Sanity (1987)
- Circus of Power - Circus of Power (album) (1988)
- Adrenalin O.D. - Cruising With Elvis in Bigfoot's UFO (1988)
- Ramones - Brain Drain (1989)
- White Zombie - God of Thunder (EP) (1989)
- Circus of Power - Vice (1990)
- Raging Slab - Raging Slab (1991)
- Doughboys - Crush (1993)
- King Missile - King Missile (1994)
- Ramones - ¡Adios Amigos! (1995)
- Richard Hell - Go Now (1995)
- Murphy's Law - Dedicated (1996)
- Doughboys - Turn Me On (1996)
- The Misfits - American Psycho (1997)
- Blanks 77 - C.B.H. (1998)
- Pist.On - $ell.Out (1999)
- The Misfits - Famous Monsters (1999)
- Gluecifer - Tender Is The Savage (2000)
- The Exit - New Beat (2002)
- Tequila Baby - Punk Rock até os Ossos (2002)
- Joey Ramone - Don't Worry About Me (2002)
- Tequila Baby - A Ameaça Continua (2004)
- Nashville Pussy - Get Some (2005)